# Lejonet och jungfrun
Lejonet och jungfrun är en svensk film från 1975 med regi och manus av Lars-Magnus Lindgren. I rollerna ses bland andra Sven-Bertil Taube, Agneta Eckemyr och Michel Duchaussoy.
Filmen spelades in mellan den 20 maj och 1 september 1974 i Huvudskär i Stockholms skärgård samt i Paris i Frankrike. Fotograf var Rune Ericson, kompositör Björn J:son Lindh och klippare Alastair McIntyre. Filmen premiärvisades den 14 februari 1975 på biografen Saga i Stockholm. Den är 117 minuter lång och tillåten från 11 år.

## Handling
Filmförfattaren Leo möter flygvärdinnan Virgo på ett flyg från Paris till Sverige. Väl i Sverige beger han sig ut i Stockholms skärgård och där stöter han oväntat på henne igen. Tillsammans beger de sig ut på en seglats och möter flera udda människor på vägen.

## Rollista
- Sven-Bertil Taube	– Lars-Erik "Leo" Olsson, filmförfattare
- Agneta Eckemyr – Virgo, flygvärdinna
- Michel Duchaussoy	– Philippe, filmproducent
- Sven Lindberg – Nato
- Per Edström – Johan
- Karl-Erik Welin – Jan-Arthur
- Peter Lindgren – Blomberg
- Marcelline Collard – Philippes sekreterare
- Tor Isedal – Vetsera, skeppare
- Bibi Lindquist – Natos syster
- Pia Garde	– aktris
- Axel Düberg – kronofogde
- Yvonne Lombard – lilaklädd dam
- Janne Schaffer – musiker hos Leo
- Alain Leroux – musiker hos Leo
- Ulf Andersson – musiker hos Leo
- Elsa Prawitz – designer
- Ronald F. Hoiseck	– skådespelare

## Mottagande
Filmen fick ett svalt mottagande hos kritikerna. Aftonbladets Jurgen Schildts recension hade rubriken "Gräv ner filmen på 50 alnars djup".